# 朱鞠内大火
朱鞠内大火（しゅまりないたいか）とは、1964年（昭和39年）5月16日に北海道幌加内町の朱鞠内市街地で発生した大火災。

## 経緯
1964年5月16日当時、天候は晴れ、気温も20度に達し初夏を感じさせる気温だった。
12時40分ごろ、市街地より出火。連日の異常乾燥と約10mの強風により延焼した。当時の朱鞠内は林業で繁栄し、市街では家屋が密集して建てられていた。そのため火災の発見こそ早かったものの延焼速度に消火活動が対応しきれず、住民の避難誘導と延焼阻止が精いっぱいだった。合計116戸を焼失して火災は同日17時10分に鎮火した。

## 死者
火災そのものによる死者はなかったが、風連町(現在の名寄市風連町)から火事見舞いの便乗者を乗せて応援に駆け付けたポンプ車が温根別北7条を走行中に横転、便乗者は重傷を負い、士別市立病院へ搬送中に死亡した。

## 被害額
- 焼失家屋
  - 4329坪・1億6019万5200円
  - 主な焼失物件　朱鞠内駅、朱鞠内郵便局、添牛内農協朱鞠内支所、日通添牛内営業所朱鞠内支所、朱鞠内駐在所
- 焼失機械類(農機具など)
  - 1億3000万円
- 家庭用品
  - 7440万円
- 商品
  - 1億2150万円
- 山火被害
  - 1125万円
- その他
  - 440万円
- 合計
  - 5億174万5200円